# 为什么我进了美术科啊！？
《为什么我进了美术科啊！？》（どうして私が美術科に!?）是由相崎うたう创作的四格漫画作品。最初客串刊载于芳文社旗下杂志《Manga Time Kirara MAX》2016年3月号至5月號，之后於同誌2016年6月號正式开始连载至2019年5月號。共出版3冊單行本。

## 概要
由于不小心填错了志愿书，酒井桃音在美术科不明就里的入学了。为了能够顺利毕业，桃音与她的朋友们留校在“美術X室”里研习的日常生活开始了。

## 主要人物
酒井桃音
本作主角。1年7组。因为不小心填错了志愿书而进入了美术科。由于对美术的知识几乎一无所知，每天放学后与朋友们在“美术X室”留校研习。
竹内黄奈子
桃音的同班同学、留校伙伴。个性沉稳，虽然经常没什么精神，却意外的有喜欢向桃音恶作剧的一面。曾经表示加入美术科并非自己的本意。
河锅苍
1年8组。性格活泼，喜欢吃有趣的的东西以及活动。体力充沛，是个时常会暴走而开朗的人。
浦上紫苑
苍的同班同学、青梅竹马，关西腔。有虎牙与泪痣。对于美术有着常人以上的热情，特别是立体主义。常常担任对苍吐槽的角色。虽然基本上是个有常识的人，但偶尔也会有脱线的行动。
菱川翠玉
1年7组。常待在美术X室的不倒翁里的少女。虽是黄奈子中学时期的前辈，因为留级了1年而成为了同级。很善于绘画，却因总是拟人化而被老师训斥。昵称是“翠喵前辈”。

## 出版書籍
| 卷數 | 芳文社        | 芳文社                 |
| 卷數 | 發售日期      | ISBN                   |
| ---- | ------------- | ---------------------- |
| 1    | 2017年3月27日 | ISBN 978-4-8322-4820-5 |
| 2    | 2018年4月26日 | ISBN 978-4-8322-4940-0 |
| 3    | 2019年4月25日 | ISBN 978-4-8322-7087-9 |